# Santa Eulalia (Teruel)
Santa Eulalia is een gemeente in de Spaanse provincie Teruel in de regio Aragón met een oppervlakte van 80,97 km². Santa Eulalia telt 1.059 inwoners (1 januari 2016).